# Dystrykt Karonga
Karonga – jeden z 28 dystryktów Malawi, położony w Regionie Północnym. Stolicą dystryktu jest miasto Karonga.

## Sąsiednie dystrykty
- Chitipa – wschód
- Rumphi – południe